# Маркетт (округ, Вісконсин)
Шаблон:StateAbbr_ 43°49′ пн. ш. 89°23′ зх. д. / 43.82° пн. ш. 89.39° зх. д.
 Маркетт (англ. Marquette County) — округ (графство) у штаті Вісконсин. Ідентифікатор округу 55077.

## Історія
Округ утворений 1836 року.

## Демографія
За даними перепису
2000 року, загальна чисельність населення округу становила 15 832 особи, в тому числі сільського 15 832. Серед них чоловіків — 8600, а жінок — 7232. В окрузі було 5986 домогосподарств, 4167 родин, які мешкали в 8664 будинках. Середній розмір родини становив 2,86 особи.
Віковий розподіл населення поданий у таблиці:
| Стать    | До 15 років | 15-21 | 22-29 | 30-39 | 40-49 | 50-65 | 65-85 | Понад 85 |
| -------- | ----------- | ----- | ----- | ----- | ----- | ----- | ----- | -------- |
| Чоловіки | 1321        | 710   | 878   | 1416  | 1458  | 1426  | 1297  | 94       |
| Жінки    | 1337        | 586   | 481   | 918   | 1052  | 1353  | 1335  | 170      |

## Суміжні округи
- Вошара — північ
- Ґрін-Лейк — схід
- Колумбія — південь
- Адамс — захід

## Виноски
1. ↑  U.S. Decennial Census. United States Census Bureau. Архів оригіналу за 19 липня 2018. Процитовано 6 серпня 2015.
2. ↑  Historical Census Browser. University of Virginia Library. Архів оригіналу за 11 серпня 2012. Процитовано 6 серпня 2015.
3. ↑  Forstall, Richard L., ред. (27 березня 1995). Population of Counties by Decennial Census: 1900 to 1990. United States Census Bureau. Архів оригіналу за 18 липня 2015. Процитовано 6 серпня 2015.
4. ↑  Census 2000 PHC-T-4. Ranking Tables for Counties: 1990 and 2000 (PDF). United States Census Bureau. 2 квітня 2001. Архів оригіналу (PDF) за 18 грудня 2014. Процитовано 6 серпня 2015.
5. ↑  State & County QuickFacts. United States Census Bureau. Архів оригіналу за 6 червня 2011. Процитовано 22 січня 2014.(англ.) Наведено за англійською вікіпедією.
6. ↑  American FactFinder. Бюро перепису населення США. Архів оригіналу за 26 лютого 2012. Процитовано 31 січня 2008.

| США | Це незавершена стаття з географії США. Ви можете допомогти проєкту, виправивши або дописавши її. |